# 7976 Pinigin
7976 Pinigin eller 1977 QT2 är en asteroid i huvudbältet som upptäcktes den 21 augusti 1977 av den rysk-sovjetiske astronomen Nikolaj Tjernych vid Krims astrofysiska observatorium på Krim. Den har fått sitt namn efter Gennadii I. Pinigin.
Asteroiden har en diameter på ungefär 3 kilometer.